# 1910-es magyar férfi vízilabda-bajnokság (első osztály)
Az 1910-es magyar férfi vízilabda-bajnokság a hetedik magyar vízilabda-bajnokság volt. A bajnokságban két csapat indult el, melyek egy meccsen döntöttek a bajnoki címről.

## Tabella
| #  | Csapat          | M | Gy | D | V | G+ | G- | P |
| -- | --------------- | - | -- | - | - | -- | -- | - |
| 1. | Ferencvárosi TC | 1 | 1  | 0 | 0 | 6  | 1  | 2 |
| 2. | MUE             | 1 | 0  | 0 | 1 | 1  | 6  | 0 |

* M: Mérkőzés Gy: Győzelem D: Döntetlen V: Vereség G+: Dobott gól G-: Kapott gól P: Pont